# Sośno Sępoleńskie
Sośno Sępoleńskie – nieczynny przystanek kolejowy, a dawniej stacja i ładownia w Sośnie na linii kolejowej Świecie nad Wisłą – Złotów, w województwie kujawsko-pomorskim. Przystanek posiadał wyłącznie semafory wjazdowe.